# Andrij Serdinov
Andrij Viktorovyč Serdinov (in ucraino Андрій Вікторович Сердінов?; Luhans'k, 17 novembre 1982) è un nuotatore ucraino.
Specializzato nella farfalla, ha vinto una medaglia di bronzo alle Olimpiadi di Atene 2004 nei 100 m farfalla.

## Palmarès
- Olimpiadi

Atene 2004: bronzo nei 100m farfalla.
- Mondiali

Barcellona 2003: bronzo nei 100m farfalla.
Montreal 2005: bronzo nei 100m farfalla.
- Mondiali in vasca corta

Shanghai 2006: bronzo nella 4x100m misti.
- Europei

Helsinki 2000: bronzo nella 4x100m misti.
Berlino 2002: argento nei 100m farfalla.
Madrid 2004: oro nei 100m farfalla e nella 4x100m misti e bronzo nei 50m farfalla.
Budapest 2006: oro nei 100m farfalla, argento nella 4x100m misti e bronzo nei 50m farfalla.
- Europei in vasca corta

Valencia 2000: argento nella 4x50m misti.
Riesa 2002: argento nei 100m farfalla e bronzo nella 4x50m misti.
Dublino 2003: bronzo nei 50m farfalla e nei 100m farfalla.
- Universiadi

Pechino 2001: argento nei 100m farfalla.
Daegu 2003: oro nei 50m farfalla, nei 100m farfalla e nella 4x100m misti e argento nella 4x100m sl.
- Europei giovanili

Dunkerque 2000: oro nei 50m farfalla e nei 100m farfalla.